# پرسیوال گال
پرسیوال گال (به انگلیسی: Percival_Gull) یک هواگرد از نوع هواگرد سه شرنشینه تفریجی و مسابقه‌ای ساخت شرکت پرسیوال است. هواگرد پرسیوال گال نخستین پروازش را در مارس ۱۹۳۲ میلادی انجام داد. در مجموع، تعداد ۴۸ فروند از این هواگرد ساخته شده‌است.
طراح این هواگرد، Edgar Percival بود.